# MadWorld
MadWorld es un videojuego para Wii, desarrollado por PlatinumGames y publicado por SEGA. El juego resalta por su alto nivel de violencia. Tiene una estética Cel-shading y todo el juego está en blanco y negro, menos el color rojo para la sangre y amarillo para exclamaciones y onomatopeyas. El juego fue presentado, junto a Bayonetta e Infinite Space (juegos producidos por la misma compañía), en mayo de 2008, cuando PlatinumGames firmó un contrato con SEGA. El juego fue puesto a la venta el 12 de marzo en América y el 20 de marzo en Europa.

## Argumento
El argumento de MadWorld nos sitúa en la apocalíptica ciudad de Varrigan City, que se encuentra bajo el control de unos terroristas y ha sido aislada del resto del mundo. De manera paralela los ciudadanos atrapados en Varrigan City han sido introducidos incondicionalmente en un reality show y para sobrevivir tienen que participar en él.

## Sistema de juego
A diferencia de la mayoría de los juegos actuales, este no consiste en recorrer una zona por un camino prefijado hasta llegar a un punto, sino que sigue un sistema por puntos. Así bien el jugador se ve en una zona cerrada (pero que a la vez es muy amplía) de donde no puede salir y donde debe reunir los puntos necesarios par llegar al jefe final. Esto se ha hecho para evitar que los jugadores maten solo con los puños y la motosierra y usen objetos del decorado (señales, botellas, trompetas, autobuses...) pues el objetivo del juego es conseguir las muertes más originales. Cuanto más original más puntos y más cerca llegas al jefe. Estos niveles tienen un tiempo límite de 30 minutos lo que hace más necesario conseguir muertes originales.
El sistema de juego permite realizar diferentes movimientos con el botón A para golpear con los puños y con el botón B+ movimiento horizontal o vertical para usar la motosierra, lo que se parece al visto en No More Heroes pero mucho más completo y menos repetitivo. Pero los movimientos propios de Jack otorgan una cantidad enormemente pequeña de puntos, para lo que el juego permite usar objetos para causar daños, y utilizar otras armas temporales que podremos portar. 
En primer lugar hay una gran interacción con el escenario, ya sea arrancar una señal para clavársela a un enemigo, lanzarlo a una trituradora o lanzar a un enemigo a la vía del tren o a una máquina tragaperras. En este punto el juego se parece a Dead Rising. 
Por otro lado avanzando por los niveles, conseguiremos nuevas armas, como unas cuchillas o una bate con pinchos que encontraremos en unas cajas llamadas armería (The Armory) que se abrirán al obtener determinada cantidad de puntos por cortesía de nuestro patrocinador. A diferencia de los objetos como la señal o el barril del párrafo anterior si podemos llevar agarrados estos objetos e incluso guardarlos en nuestra espalda pero al poco tiempo desaparecerán. Esto también ocurría en Dead Rising. No existen armas permanentes a excepción de la motosierra. 
Cuando conseguimos suficientes puntos nos enfrentaremos al jefe final. El juego se divide entre fases a pie y fases en moto.
Dentro del "modo principal", hay un modo de minijuegos llamado "Bloodbath Challenge" (desafíos sangrientos), que se van desbloqueando por los puntos conseguidos. Uno de estos minijuegos, consiste en  ir "bateando" enemigos hacia una diana gigante llamado ``Man Darts´´. El juego permite jugar estos minijuegos mediante multijugador a pantalla partida.

### Multiplayer
El juego tiene un modo  multijugador a pantalla partida exclusivo de solo 2 personas donde el segundo jugador utiliza a un sujeto parecido a Jack pero que es en realidad "Kojack" uno de los jefes finales del Área 66. Este modo permite jugar los desafíos sangrientos del modo principal.
además para poder jugarlos se debe pasar el modo historia para desbloquear los desafíos.

## Personajes
- Jack Cayman: Un ex-marine que forma parte de la policía de Varrigan City y después se unió a los perseguidores. Posee una sierra mecánica implantada junto a un brazo biotecnológico en su mano derecha, es enviado a Varrigan City para acabar con la amenaza terrorista y rescatar a la hija del alcalde.

- Agente XIII: También llamado Lord Gesser es un sujeto misterioso que ayudara a Jack durante su jornada dándole consejos y suministrándole armas, su nombre se debe al hecho de que es el patrocinador número 13.

- Amala: Una miembro de la organización para la que en realidad trabaja Jack. Se comunica por el con un auricular e investiga datos importantes para ayudarle.

- The Black Baron (Barón Negro): Es una especie de showman y el jefe final que aparece para presentar nuevas y violentas pruebas, los desafíos sangrientos. Cada vez que aparece, es asesinado por una de sus ayudantes.

- Naomi Ann Borrás: Se trata de la hija del alcalde. La misión de Jack consiste en rescatarla del castillo en que iba a inaugurar un hotel porque se supone que la tienen cautiva, pero cuando Jack llega descubre que la realidad es otra, y que ella y otros ricos están disfrutando del concurso y participaban en su organización. Jack le da un puñetazo pero sobrevive porque no tiene tiempo de matarla.

- Deathwatchers: Organizadores de los juegos. Aparte de los verdaderos creadores estos cuentan con un gran equipo al que se puede ver en las escenas de video frecuentemente con una gorra de Deathwatch. El deathwatcher principal se llama Noa.

- Noa: Se trata del organizador de los juegos Deathwatch y el principal antagonista del juego. Es visto hablando con los operarios de Deatwatch en algunos vídeos sobre Jack y decide ir a por él tras los daños que su participación le están ocasionando. Cuando Jack se convierte en ganador absoluto de los juegos decide ir a matarlo pero es asesinado repentinamente por Leo de un tiro a la cabeza.

- Leo Fallmont: Se trata de un civil superviviente del virus que asoló la ciudad al organizarse los juegos. Jack le salva la vida y este le cuenta que logró sobrevivir gracias a que robó la vacuna que le hizo inmune al virus. Pero más tarde se descubre que su familia es dueña de una farmacéutica llamada Springvale que creó el virus y que el verdadero propósito de Leo (el responsable de la existencia de esos juegos) era utilizarlos para probar su virus, y que él era el responsable de todo. Al final del juego Jack lo asesina con su motosierra cumpliendo así su objetivo inicial. Es una clara parodia de Leon S. Kennedy de la saga Resident Evil.

- Los comentaristas: Se trata de dos hombres que retransmiten las hazañas de jack en el reality show describiendo de una forma cómica y grotesca cada una de las muertes al estilo de los locutores de Humor Amarillo o de la WWF.

### Jefes finales
Los jefes finales son concursantes de Deathwatch con un puesto determinado en el ranking. Cuando los vences obtienes su posición en el ranking.
- Little Eddie: Es un gigante que usa una bola con pinchos para destrozarte.

- Jude The Dude: Es una especie de cowboy del oeste que te ataca con dos pistolas y va patinando sobre unos raíles.

- Herr Frederick Von Twirlenkiller: Es un alemán que posee grandes turbinas en sus manos con las cuales crea tornados.

- Rin-rin: Aparece en Asian Town y es una maestra de artes marciales que posee dos abanicos gigantes con los cuales ataca y se defiende.

- Shogun: Se trata de un gigante que aparece en Asian Town y posee un gran bastón con una motosierra con el que atacar.

- Yokozuna: Es un luchador de sumo de gran tamaño. Se trata del jefe definitivo de la zona de Asian Town.

- The Shamans: Es un lobo muy grande con el que luchas en el castillo. Va acompañado de un montón de lobos pequeños que intentan cubrirle las espaldas. Jack lo mata arrastrándolo enganchado a su moto.

- Frank: Se trata de un gigante que se encuentra en las profundidades del castillo en una zona inundada. Tiene un tornillo atravesándole la cabeza y otros cuatro en la espalda. Es capaz de desprender grandes cargas eléctricas al agua por lo que Jack deberá evitar bajar al charco. Es una clara parodia de Frankenstein.

- Elise: La vampira que te encuentras en la catedral. Se rodea de un grupo de murciélagos que pueden ser mortales y su habilidad es el camuflaje.

- Kojack: Se trata de un jefe del área 66 y es un alter ego de Jack que va montado en una moto con la que realiza todos sus ataques.

- The Masters: Son dos asesinos que participan como uno solo y pueden realizar ataques cooperativos. Su mayor habilidad es la de lanzar objetos con gran impulso.

- Martin: Es un concursante de Deatwatch (posiblemente un alien) que no se atreve a dar la cara y por eso ha fabricado un robot gigante que posee una sierra eléctrica y es capaz de lanzar misiles teledirigidos hacia su oponente.

- El Barón Negro: Es la cabeza detrás del show y el actual campeón de DeathWatch, sorprendentemente ya que esta era la persona que presentaba las pruebas. Jack debe matarlo para convertirse en campeón de Deatwatch.

### Subjefes
Los subjefes son criaturas mucho más poderosas que los concursantes normales que aparecen en medio de las fases en determinados momentos.
- Big Bull Crocker: El hombre toro, se trata de un gigante que lleva una máscara de toro y una motosierra gigante doble, aparece en Varrigan City, en los dos primeros niveles y de nuevo en el final del juego.

- Big long Grimard: El hombre taladro, se trata de un monstruo parecido al big bull crocker, pero que lleva un taladro en lugar de la motosierra y trae una máscara de elefante. Aparece en los subterráneos del castillo, pero vuelve a aparecer en las dos últimas fases (la final junto con dos Big Bull Crocker)es difícil de matar pues se van por debajo de la tierra.

- El hombre escarabajo: Se trata de un subjefe de Asian Town aunque vuelve a aparecer en la fase final con forma de escarabajo que es capaz de transformarse en bola y rodar, si lo destruyes en la primera fase de Asian Town conseguirás el orbe de la tortuga.

- Death Blade: Aparece en la primera fase de Mad Castle es un patinador que va vestido como la muerte y lleva una guadaña mortal

si un zombi te atrapa en su presencia aparecerá una secuencia para liberarte si no la haces a tiempo te bajaran una vida.
- Tengu: Aparece en la segunda fase de Asian Town es una clase de super ninja con una máscara y látigos eléctricos además puede Multiplicarse para confundir.

- Space Slicer: Aparece en la segunda fase del área 66, es un androide muy grande con garras afiladas que van de dos en dos.

## Objetos

### Healing items
Los healing items (o de curación) son objetos que sirven para restablecer la salud de Jack.
- Globo de Jack: te da una continuidad extra.

- Happy pills: te restablecen una pequeña parte de tu salud.

- Happy onion: te restablece toda la salud y energía de la motosierra.

### Armas
- Bate con pinchos: arma que tiene como propósito esencial lanzar a los enemigos lo más lejos posible. También es usado como herramienta esencial en "man darts".

- Dagas: estas armas tienen como propósito descuartizar a los enemigos que estén cerca de Jack.

- Maletín de dinero: este sirve para atraer a los enemigos a algún punto concreto para matarlos más fácilmente. Objetos similares son también los bollos (Asian Town), sombrero de pirata, carne cruda (mad castle) y donas (Área 66).

- Lanza: arma ideal para clavar en los enemigos.

- Palo de golf: permite arrancarle las cabezas a los zombis de un golpe. También es la herramienta especial del minijuego "man golf".

- Antorcha: Quema a nuestros oponentes. Muy útil contra los zombis.

- Pistola magnética: atrae a los enemigos, para luego dispararlos.

- Sierra doble: sierra que es usada por los Big Bull Crocker (después de terminar el juego en la modalidad normal).

- Sable: esta arma es usada por los ninjas (después de terminar el juego en la modalidad normal).

- Armas del escenario: conjunto de objetos que están desperdigados por los niveles y que son muy útiles contra enemigos menores y aumentar nuestra puntuación. Por ejemplos las señales, barriles, rosh bush (pared de pinchos), basureros, catapultas, maquinarias, trampas, llantas, etc.

## Censura
El alto nivel de violencia presente en MadWorld causa polémica ya que la British Board of Film Classification (BBFC), que es responsable de la clasificación de los juegos por edades en Gran Bretaña, le dio una clasificación ‘+18’, por su parte, en EE. UU. es un título '+17'.
Es considerado el videojuego más sangriento y violento jamás creado, se cree que en algunos países no se venderá ya que sus creadores no quieren rebajar la violencia del título.
Sega anunció que el juego no será lanzado en Alemania (Tal como pasó con Gears of War). Tampoco estuvo presente en el Tokyo Game Show de 2008.
Se ha confirmado que el juego si será lanzado en Australia, un país con una estricta clasificación con el contenido de los videojuegos, en su formato original y con una clasificación de MA15+.
Representantes de Nintendo han apoyado el desarrollo del juego y han reiterado que Wii es una consola para todos, y que no les molesta que el contenido de sus juegos sea tan violento.

## Recepción
El juego ha obtenido calificaciones excelentes con un promedio de 9/10 aclamando su estilo visual, diseño y música, aunque criticaron su duración mencionaron que jugarlo en la dificultad difícil volvía al juego todo un desafío y aumenta la longitud del mismo.

## Franquicia
Platinum Games anunció casi un año antes de la salida del juego que este tendría una secuela si tuviera éxito. Poco antes de la salida del juego dijeron estar interesados en convertir MadWorld en una franquicia, es decir, hacer más juegos de MadWorld. Actualmente, Platinum Games está en desarrollo de Anarchy Reigns, donde repiten varios personajes de MadWorld.